# 1631 Kopff
1631 Kopff este un asteroid din centura principală, descoperit pe 11 octombrie 1936, de Yrjö Väisälä.